# Aeroportul Fuerte Olimpo
Aeroportul Fuerte Olimpo (IATA: OLK, ICAO: SGOL) este un aeroport din Fuerte Olimpo, Fuerte Olimpo⁠(d), Departamentul Alto Paraguay (Paraguay), Paraguay ce deservește zona Fuerte Olimpo⁠(d).
Situat la o altitudine de 85 m, aeroportul dispune de o singură pistă.